# Microgynioidea
Microgynioidea é uma superfamília de ácaros incluída na coorte monotípica Microgyniina Tragardh, 1942 da superordem dos Parasitiformes. Contém apenas 6 espécies agrupadas em duas famílias.

## Taxonomia
A superfamília Microgynioidea inclui as seguintes famílias:
- Microgyniidae Trägårdh, 1942 (incluindo Microsejidae Trägårdh, 1942)
- Nothogynidae Walter & Krantz, 1999